# Billy Ray
Billy Ray (Tennessee, 21 de setembro de 1971) é um roteirista e cineasta americano. 
Foi nomeado ao Oscar 2014 na categoria de melhor roteiro adaptado por Captain Phillips.